# Educación en Liberia

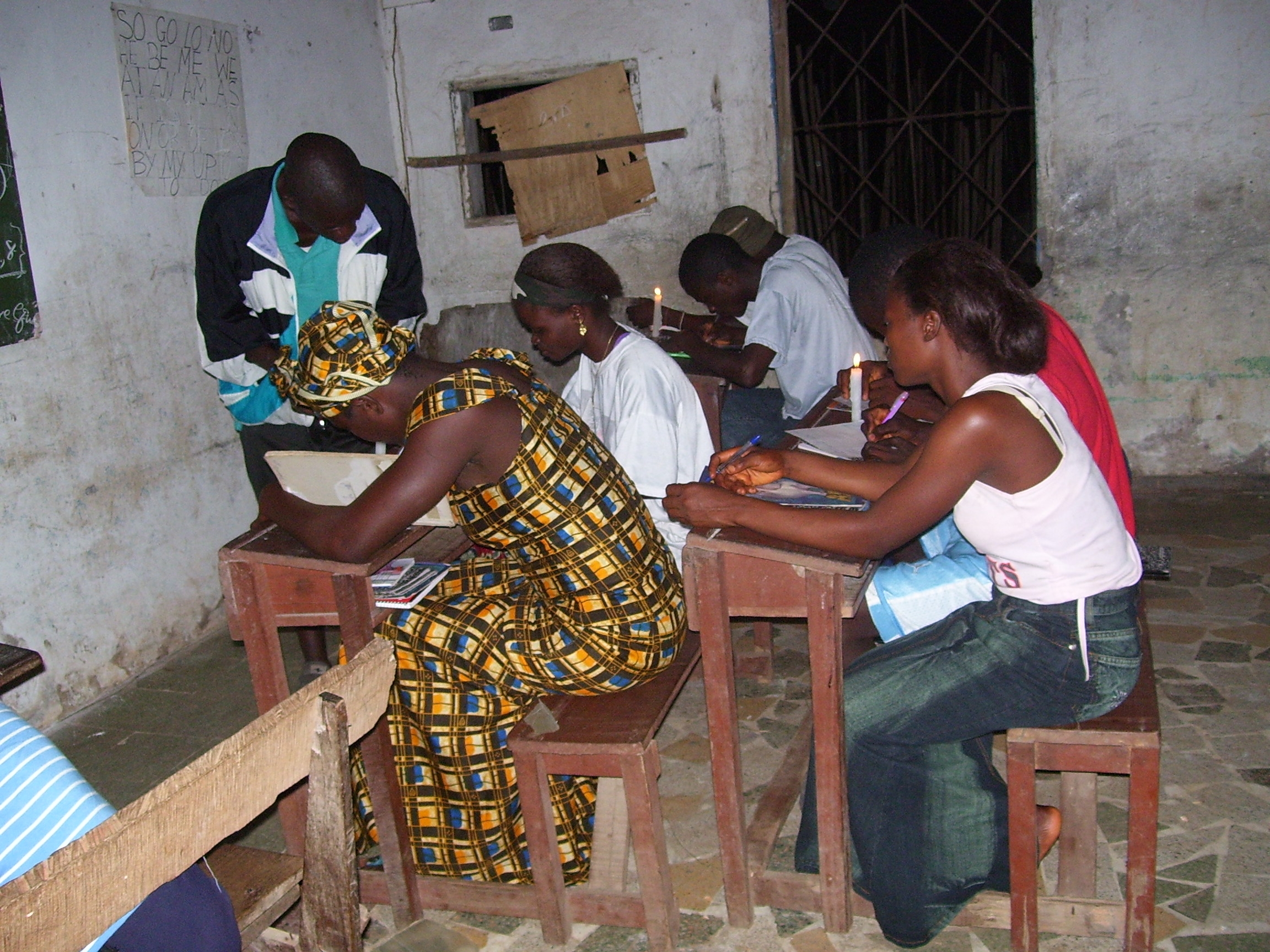
Alumnos estudiando con candelabros en el Condado de Bong.

La educación en Liberia fue severamente afectada por la Primera Guerra Civil liberiana y Segunda Guerra Civil liberiana, entre 1989 y 2003. En 2010, el índice de alfabetización de Liberia estuvo estimado en 60,8% (64,8% para hombres y 56,8% para mujeres).
La educación en Liberia es gratuita para el alumnado primario que va a una escuela del gobierno, pero la mayoría de estas escuelas carecen de instalaciones de aprendizaje adecuado. La mayoría de padres prefieren enviar sus niños a colegios privados, que es a menudo muy caro para el liberiano promedio. 

## Educación primaria
El Certificado Escolar Primario de Liberia está coordinado por el gobierno, que financió escuelas (y muchos colegios privados) por el Consejo de Examen Africano del Oeste.

## Educación secundaria
Está coordinada por el Consejo de Examen Africano del Oeste, que financió escuelas (y muchos colegios privados).

## Educación universitaria
Históricamente, de 1862 al estallido de la guerra en los 1980s, la educación más alta en el país se centró en:
- Colegio de Liberia, el precursor a la Universidad de Liberia.
- Colegio Cuttington el precursor a la Universidad de Cuttington.
- El colego técnico de Harper (fundado en 1971), William rebautizado como Universidad de Tecnología V. S. Tubman en 1978, ahora conocida como Universidad Tubman.

La educación más alta está proporcionada por un número de universidades públicas y privadas. La Universidad de Liberia es la universidad más grande y más vieja del país. Localizada en Monrovia, abrió en 1862 y hoy tiene seis colegios, incluyendo una escuela médica y la única escuela de ley de la nación, la Escuela de Ley Louis Arthur Grimes .
En 2009, la Universidad Tubman en Harper, Condado de Maryland se convertía en la segunda universidad pública en Liberia. La Universidad de Cuttington es la universidad privada más vieja de la nación. Desde 2006, el gobierno también ha abierto universidades comunitarias en Buchanan, Sanniquellie, Voinjama, etc.
Además de las universidades ya nombradas,  también existen:
- Universidad Africana Methodist Episcopal
- Universidad Técnica de Don Bosco
- United Methodist University (UMU)
- Universidad Africana Methodist Episcopal Zion (AMEZU)
- Universidad Bíblica Africana (ABCU)
- Universidad Cristiana Internacional de Liberia (LICC)

Estas universidades están contribuyendo mucho a las necesidades de educación en Liberia. Han enseñado a alumnado que está trabajando con organizaciones internacionales como la ONU, instituciones bancarias internacionales, gubernamentales y otras instituciones locales. Algunos están realizando grados de licenciado en el extranjero debido a programas de licenciado limitado en el país. Por ejemplo, mientras hay un programa en sociología en todas las universidades, no hay ningún programa de licenciado para los estudiantes queriendo perseguir un grado de licenciado en sociología.
Estas son las disciplinas que están siendo ofrecidas por las universidades: sociología, geología, ciencia política, historia, biología, química, economía, contabilidad, administración, educación, periodismo, ingeniería civil, física, matemática, inglés, geografía, trabajo social, ingeniería arquitectónica, desarrollo rural, tecnología de laboratorio, teología, ciencia general, y agricultura. 
Algunos de estas disciplinas solo están siendo ofrecidas en solo una universidad. Por ejemplo, el trabajo social solo está siendo ofrecido como grado en la Universidad Unida Metodista (UMU) y la Universidad de Ciencias de Salud Madre Patern.
La Universidad de Liberia ofrece grados de licenciado en educación, planificación regional, relaciones internacionales y administración pública, mientras que la Universidad de Cuttington se están ofreciendo grados de licenciado en educación, salud pública, administración empresarial, administración, administración pública, y educación. Las universidades adicionales no tienen ningún programa de licenciado.
Liberia tiene tres Profesores Rurales públicos en Webbo, Kakata, y Zorzor.

## Corrupción dentro del sistema de educación
En el sistema de educación de Liberia, la corrupción fue ampliamente informada. El abuso de recursos, absentismo de profesor, y el sexo para grados es común. Una cultura de silencio impide informar de problemas y por ello cualquier reforma constructiva.
En 2013, unas sugerencias de SMS anónimas y confidenciales para estudiantes y educadores hizo que se empezara a operar en el sistema de educación de Liberia, para informar de abusos.